# Ferkessédougou
Ferkessédougou (umgangssprachlich Ferké) ist eine Stadt im Norden der Elfenbeinküste und Verwaltungssitz des gleichnamigen Departements innerhalb des Distriktes Savanes. 

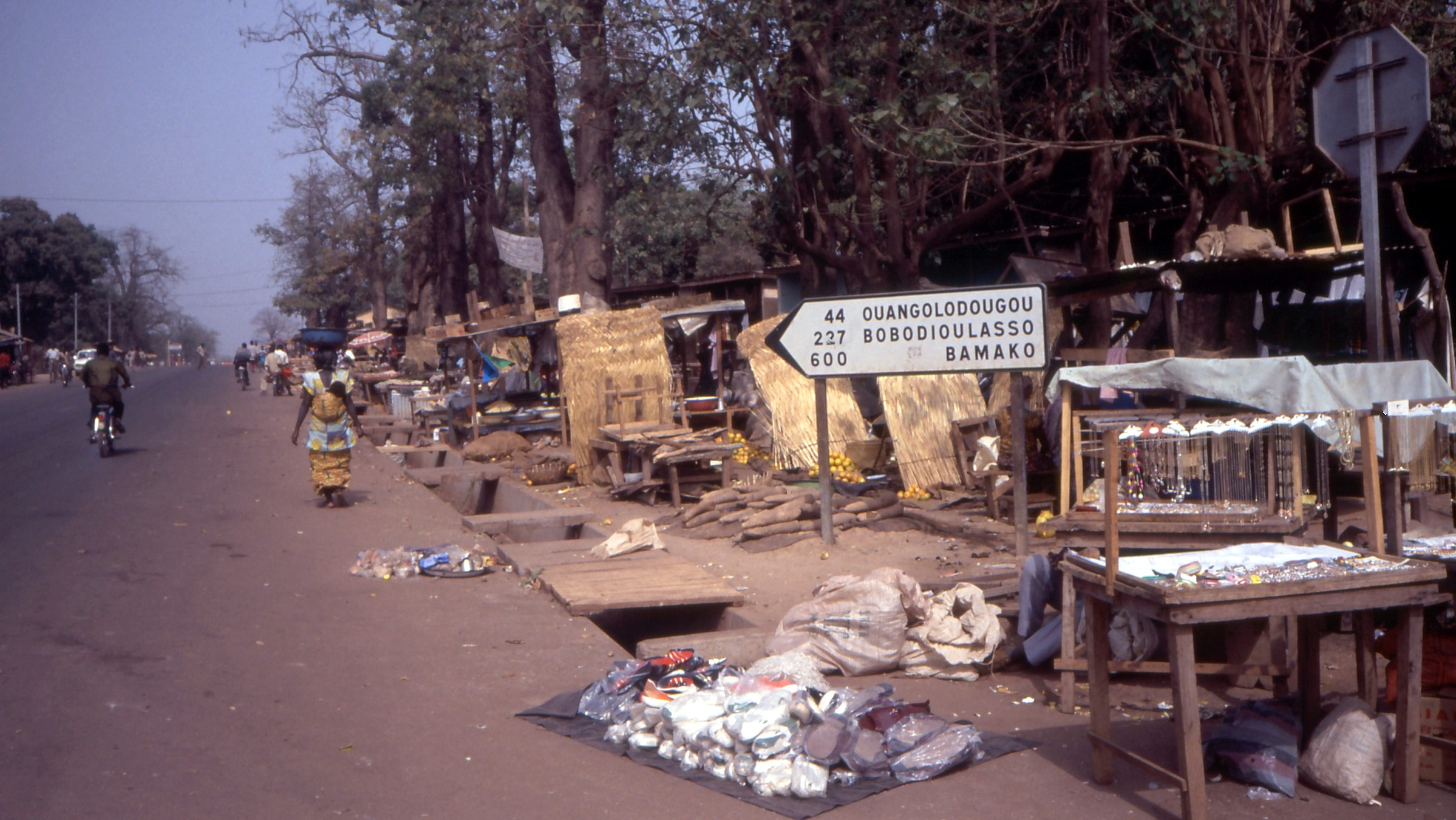
Straßenszene beim Markt von Ferkessédougou (1990)

Die Stadt hat laut Zensus von 2014 120.150 Einwohner und ist ein wichtiges Handelszentrum an der Verbindungsstraße zu den Grenzübergängen nach Burkina Faso und Mali. Sie liegt am Kreuzungspunkt der Nationalstraßen A3 und A12 und besitzt einen Bahnhof an der Bahnstrecke von Abidjan nach Ouagadougou in Burkina Faso. Die Verwaltungshauptstadt Korhogo liegt 53 km westlich der Stadt. Ca. 90 km östlich beginnt der Nationalpark Comoé.
Die Wirtschaft des Departement Ferkessédougou ist überwiegend durch Landwirtschaft geprägt. Auf den Plantagen der Umgebung werden insbesondere Baumwolle und Zuckerrohr angebaut. Die Verarbeitung dieser landwirtschaftlichen Erzeugnisse erfolgt in Ferkessédougou.

## Persönlichkeiten
- Guillaume Soro (* 1972), Premier- und Verteidigungsminister der Elfenbeinküste